# Iperyty
Iperyty – grupa bojowych środków trujących o działaniu parzącym, których nazwa pochodzi od miejscowości Ypres w Belgii, gdzie w 1917 r. Niemcy użyli po raz pierwszy bojowo tego typu związek – był to sulfid bis(2-chloroetylu), S(CH
2CH
2Cl)
2, znany obecnie jako iperyt siarkowy lub skrótowo „iperyt”. Iperyty ogólnie zbudowane są z heteroatomu (np. siarki lub azotu) podstawionego grupami 2-chloroetylowymi.
Iperyty wywołują na skórze pęcherze i trudno gojące się rany, a także porażenie dróg oddechowych i płuc, mogące prowadzić do śmierci. Działanie oparów iperytu na oczy powoduje ślepotę, zwykle wyleczalną. Ciekły iperyt powoduje nieodwracalną utratę wzroku. W przypadku poparzeń dotyczących większej powierzchni ciała występuje także działanie ogólnotrujące.
Ochrona przed iperytem polega na stosowaniu masek przeciwgazowych oraz kombinezonów ochronnych, wykonanych ze specjalnej gumy lub tworzywa sztucznego, chroniących całe ciało.
Najlepszymi odkażalnikami są roztwory substancji chlorujących np. chloramin w rozpuszczalnikach organicznych. Skuteczność wodnych roztworów odkażalników jest mniejsza z powodu słabej rozpuszczalności iperytu w wodzie.

## Rodzaje iperytów
Właściwości wybranych iperytów:
- iperyt siarkowy – sulfid bis(2-chloroetylu), nazywany także gazem musztardowym lub skrótowo iperytem
- iperyty azotowe – chlorowcopochodne amin alifatycznych np. tris(2-chloroetylo)amina, N(CH
2CH
2Cl)
3
- iperyt tlenowy („T”) – eter 2,2′-bis(2-chloroetylotio)dietylowy, O(CH
2CH
2SCH
2CH
2Cl)
2. Ciecz o działaniu toksycznym ponad trzy razy silniejszym od iperytu siarkowego
- iperyt bromowy – sulfid bis(2-bromoetylu), S(CH
2CH
2Br)
2 – bromowy analog iperytu siarkowego
- iperyt zimowy Zajkowa – mieszanina kilku iperytów o niższej temperaturze krzepnięcia niż iperyt siarkowy

| Nazwa chemiczna                          | Kod wojskowy | Nazwa zwyczajowa | Numer CAS   | Numer PubChem | Struktura |
| ---------------------------------------- | ------------ | ---------------- | ----------- | ------------- | --------- |
| sulfid bis(2-chloroetylu)                | H/HD         | iperyt           | 505-60-2    | 10461         |           |
| 1,2-bis(2-chloroetylotio)etan            | Q            | seskwiiperyt     | 3563-36-8   | 19092         |           |
| eter 2,2′-bis(2-chloroetylotio)dietylowy | T            | iperyt tlenowy   | 63918-89-8  | 45452         |           |
| sulfid 2-chloroetylowo-chlorometylowy    |              |                  | 2625-76-5   |               |           |
| bis(2-chloroetylotio)metan               | HK           |                  | 63869-13-6  |               |           |
| bis-1,3-(2-chloroetylotio)propan         |              |                  | 63905-10-2  |               |           |
| bis-1,4-(2-chloroetylotio)butan          |              |                  | 142868-93-7 |               |           |
| bis-1,5-(2-chloroetylotio)pentan         |              |                  | 142868-94-8 |               |           |
| eter bis(2-chloroetylotiometylowy)       |              |                  | 63918-90-1  |               |           |

## Przypadki użycia iperytu
- I wojna światowa – 1917 Niemcy przeciw Kanadyjczykom, Niemcy przeciw Francuzom w bitwie pod Ypres
- Wielka Brytania przeciw Armii Czerwonej w 1918 r.[potrzebny przypis]
- Wielka Brytania przeciw rebeliantom w Iraku w 1920 r.
- Hiszpania przeciw Maroku w latach 1923–1926
- Związek Radziecki przeciw Chinom w 1930 r.
- Polska przeciw Niemcom oraz Niemcy przeciw Polsce (incydentalne przypadki podczas kampanii wrześniowej) w 1939[a]
- Włochy przeciw Etiopii w latach 1935–1940
- Japonia przeciw Chinom w latach 1937–1945
- Egipt przeciw Północnemu Jemenowi w latach 1963–1967
- Irak przeciw Iranowi (1983–1988) oraz Kurdom w 1988